# Калинівка (Богуславська міська громада)
Кали́нівка (МФА: [kɐˈɫɪɲiu̯kɐ] ( прослухати)) — село в Україні, у Обухівському районі Київської області. Населення становить 76 осіб.
Колишній орган місцевого самоврядування — Вільховецька сільська рада.